# مورس میل (آلاباما)
مورس میل (به انگلیسی: Moores Mill) شهرکی در شهرستان مدیسون ایالت آلاباما است که مساحت آن ۳۵٫۶۶ کیلومترمربع است و در سرشماری سال ۲۰۱۰ میلادی، ۵٬۶۸۲ نفر جمعیت داشته و تراکم جمعیتی آن، ۱۵۹٫۳۴ در کیلومترمربع بوده است.